# Wracam do domu
Wracam do domu – debiutancki album studyjny polskiego piosenkarza reggae Damiana Syjonfama. Wydawnictwo ukazało się 15 sierpnia 2014 roku nakładem wytwórni płytowej Lou & Rocked Boys. W ramach promocji, do utworów „Powstanie” oraz „Wracam do domu”, powstały teledyski w reżyserii Magdaleny Dziewulskiej-Skoczylas. W procesie realizacji albumu udział wzięli m.in. House of Riddim, Bass Galore Productions, Krystian „K-Jah” Walczak znany z projektu Rastasize, D'Roots Brothers oraz Watzek Wawrzyniak. Materiał został premierowo zaprezentowany podczas Ostróda Reggae Festiwal 2014.

## Lista utworów
Opracowano na podstawie materiału źródłowego.
| 1.  | "Powstanie"         | 4:08  |
|     |                     |       |
| 2.  | "Równowaga"         | 3:57  |
|     |                     |       |
| 3.  | "Cienka linia"      | 3:36  |
|     |                     |       |
| 4.  | "Krótka historia"   | 2:05  |
|     |                     |       |
| 5.  | "Są takie dni"      | 2:42  |
|     |                     |       |
| 6.  | "Wola"              | 3:42  |
|     |                     |       |
| 7.  | "Rytm wyobraźni"    | 3:46  |
|     |                     |       |
| 8.  | "Kto tu zostanie"   | 4:31  |
|     |                     |       |
| 9.  | "Syrena"            | 4:05  |
|     |                     |       |
| 10. | "Po co nam więcej?" | 3:59  |
|     |                     |       |
| 11. | "Wracam do domu"    | 4:37  |
|     |                     |       |
| 12. | "Równowaga Dub"     | 4:02  |
|     |                     |       |
|     |                     | 45:10 |
|     |                     |       |

## Pozycje na listach
| Lista (2014)  | Najwyższa pozycja |
| ------------- | ----------------- |
| Polska (OLiS) | 2                 |